# مایا کمبل
مایا کمبل (انگلیسی: Maia Campbell؛ ‏تلفظ: ‎/ˈkæmbəl/‎؛ ‏ زادهٔ ۲۶ نوامبر ۱۹۷۶) یک هنرپیشه اهل ایالات متحده آمریکا است. وی از سال ۱۹۹۳ میلادی تاکنون مشغول فعالیت بوده‌است.
او در فیلم عدالت شاعرانه بازی کرده‌است.